# Deutsche Fußballmeisterschaft 1910/1911
Devátý ročník Deutsche Fußballmeisterschaft (Německého fotbalového mistrovství) se konal od 7. května do 4. června 1911.
Turnaje se zúčastnilo osm klubů. Vítězem turnaje se stal podruhé ve své historii klub Berliner 89, který porazil ve finále v prodloužení VfB Lipsko 3:1.